# Landtagswahl in Vorarlberg 1984
- SPÖ: 9
- AL/VGÖ: 4
- ÖVP: 20
- FPÖ: 3

Die Landtagswahl in Vorarlberg 1984 fand am 21. Oktober 1984 statt, wobei das erstmalige Antreten der Grünen als gemeinsame Liste der Alternativen Liste und der Vereinten Grünen Österreichs (AL/VGÖ) zu starken Verlusten der übrigen Parteien führte. Die Österreichische Volkspartei (ÖVP) verlor so 5,8 % und büßte zudem zwei Mandate ein, womit sie mit einem Gesamtergebnis von 51,6 % nur noch 20 der 36 Mandate stellte. Auch die Sozialistische Partei Österreichs (SPÖ) verzeichnete Verluste von 5,1 % und verlor eines ihrer Mandate. Mit einem Ergebnis von 24,0 % stellte sie in der Folge neun Abgeordnete im neugewählten Landtag. Die Freiheitliche Partei Österreichs (FPÖ) verlor ebenfalls 2,0 % und ein Mandat, womit sie bei einem Stimmenanteil von 10,5 % drei Mandatare in den Landtag entsandte. Die Grünen erzielten bei ihrem ersten Antreten 13,0 % und überholten mit vier Mandaten die FPÖ. Die Grünen waren dabei noch vor der Konsolidierung der Grünen Bewegung als Bündnis der eher links orientierten Alternativen Liste und der bürgerlichen Vereinten Grünen angetreten. Damit schafften die Grünen auch erstmals den Einzug in einen Landtag. Die Kommunistische Partei Österreichs (KPÖ) scheiterte mit 0,88 % (−0,12 %) erneut am Einzug in den Landtag.
Der Landtag der XXIV. Gesetzgebungsperiode konstituierte sich in der Folge am 6. November 1984 und wählte an diesem Tag die Landesregierung Keßler V zur neuen Vorarlberger Landesregierung, der am 29. Juli 1987 die Landesregierung Purtscher I nachfolgte.

## Ergebnisse

### Gesamtergebnis
|                                                       | Ergebnisse 1984 | Ergebnisse 1984 | Ergebnisse 1984 | Ergebnisse 1979  | Ergebnisse 1979  | Ergebnisse 1979  | Differenzen | Differenzen | Differenzen |  |
| ----------------------------------------------------- | --------------- | --------------- | --------------- | ---------------- | ---------------- | ---------------- | ----------- | ----------- | ----------- |  |
| Wahlberechtigte                                       | 191.774         | 191.774         | 191.774         | 175.060          | 175.060          | 175.060          | + 16.714    | + 16.714    | + 16.714    |  |
| Wahlbeteiligung                                       | 93,21 %         | 93,21 %         | 93,21 %         | 94,06 %          | 94,06 %          | 94,06 %          | - 0,85 %    | - 0,85 %    | - 0,85 %    |  |
|                                                       | Stimmen         | %               | Mand.           | Stimmen          | %                | Mand.            | Stimmen     | %           | Mand.       |  |
| Abgegebene Stimmen                                    | 178.745         |                 |                 | 164.669          |                  |                  | + 14.076    |             |             |  |
| Ungültig                                              | 6.242           | 3,49 %          |                 | 3.539            | 2,15 %           |                  | + 2.703     | + 1,34 %    |             |  |
| Gültig                                                | 172.503         | 96,51 %         |                 | 161.130          | 97,85 %          |                  | + 11.373    | - 1,34 %    |             |  |
| Partei                                                |                 |                 |                 |                  |                  |                  |             |             |             |  |
| Österreichische Volkspartei (ÖVP)                     | 89.086          | 51,64 %         | 20              | 92.579           | 57,46 %          | 22               | - 3.493     | - 5,82 %    | - 2         |  |
| Sozialistische Partei Österreichs (SPÖ)               | 41.366          | 23,98 %         | 9               | 46.800           | 29,04 %          | 10               | - 5.434     | - 5,06 %    | - 1         |  |
| Freiheitliche Partei Österreichs (FPÖ)                | 18.097          | 10,49 %         | 3               | 20.140           | 12,50 %          | 4                | - 2.043     | - 2,01 %    | - 1         |  |
| Alternative Liste/Vereinte Grüne Österreichs (AL/VGÖ) | 22.430          | 13,00 %         | 4               | nicht kandidiert | nicht kandidiert | nicht kandidiert | + 22.430    | + 13,00 %   | + 4         |  |
| Kommunistische Partei Österreichs (KPÖ)               | 1.524           | 0,88 %          | 0               | 1.611            | 1,00 %           | 0                | - 87        | - 0,12 %    | ± 0         |  |
| Gesamt                                                | 172.503         | 100,00 %        | 36              | 161.130          | 100,00 %         | 36               | + 11.373    |             |             |  |

### Bezirksergebnisse
| Wahlkreis                  | Gesamt  | Gesamt              | Gesamt        | ÖVP    | ÖVP     | ÖVP  | SPÖ    | SPÖ     | SPÖ | FPÖ    | FPÖ     | FPÖ | AL/VGÖ | AL/VGÖ  | AL/VGÖ | KPÖ   | KPÖ    | KPÖ |
| Wahlkreis                  | Stimmen | Grund- Mandate (GM) | Rest- Mandate | Stim.  | %       | GM   | Stim.  | %       | GM  | Stim.  | %       | GM  | Stim.  | %       | GM     | Stim. | %      | GM  |
| Bludenz                    | 31.489  | 5                   | 2             | 15.607 | 49,56 % | 3    | 8.856  | 28,12 % | 2   | 3.141  | 9,97 %  | 0   | 3.544  | 11,25 % | 0      | 341   | 1,08 % | 0   |
| Bregenz                    | 58.927  | 11                  | 1             | 33.022 | 56,04 % | 7    | 13.226 | 22,44 % | 2   | 4.844  | 8,22 %  | 1   | 7.344  | 12,46 % | 1      | 491   | 0,83 % | 0   |
| Dornbirn                   | 38.225  | 8                   | 0             | 17.615 | 46,08 % | 4    | 8.923  | 23,34 % | 2   | 5.928  | 15,51 % | 1   | 5.424  | 14,19 % | 1      | 335   | 0,88 % | 0   |
| Feldkirch                  | 43.862  | 8                   | 1             | 22.842 | 52,08 % | 5    | 10.361 | 23,62 % | 2   | 4.184  | 9,54 %  | 0   | 6.118  | 13,95 % | 1      | 357   | 0,81 % | 0   |
| Gesamtergebnis Restmandate | 172.503 | 32                  | 4             | 89.086 | 51,64 % | 19 1 | 41.366 | 23,98 % | 8 1 | 18.097 | 10,49 % | 2 1 | 22.430 | 13,00 % | 3 1    | 1.524 | 0,88 % | 0   |